# Bloody Kiss
Bloody Kiss (ブラッディKISS, Buradī Kisu), est un shōjo manga écrit et dessiné par Kazuko Furumiya. Il fut prépublié dans le magazine Hana to yume puis publié par Hakusensha au Japon en deux tomes. La version française est publiée par Glénat depuis le 27 janvier 2010.

## Synopsis
Kiyo Katsuragi hérite d'un manoir ayant appartenu à sa grand-mère. Mais à son arrivée, elle remarque que celui-ci est habité par deux séduisants vampires : Kuroboshi et Arche, son serviteur. Rapidement, Kuroboshi souhaite faire de Kiyo son épouse, autrement dit son fournisseur de sang exclusif ! Mais même si elle est loin d'être indifférente aux charmes du vampire, Kiyo hésite, et ce d'autant plus qu'elle pourrait à son tour devenir un vampire...

## Personnages
Kiyo KatsuragiLe personnage principal, une jeune fille qui a hérité du manoir de sa grand-mère et qui est amoureuse de Kuroboshi. Au début elle ne supportait pas le fait que deux vampires vivent avec elle gratuitement et ne fassent aucune tâche ménagère mais avec le temps elle s'y attachera à eux surtout Kuroboshi dont elle tombe amoureuse de lui. En plus d'être une excellente élève, Kiyo est très belle, ambitieuse, juste et forte de caractère, elle veut devenir avocate pour libérer son père.
KuroboshiUn très beau et séduisant vampire qui veut faire de Kiyo sa fiancée. Arrogant, franc, sûr de lui et fainéant mais Kuroboshi est vraiment gentil, juste et protecteur spécialement envers Kiyo. Il aussi amoureux et possessif envers elle.
ArcheUn très beau et attirant vampire qui est le serviteur de Kuroboshi, il est extravagant et un peu pervers mais a un bon cœur et est fidèle à ses amis.
KobayashiLa meilleure amie de Kiyo amoureuse d'un garçon elle a pu lui faire sa déclaration grâce à Kiyo.
So MizukamiC'est un ami d'enfance de Kiyo. Ils ne se sont pas vus pendant plusieurs années et pendant ce temps il est devenu chasseur de vampires. Il veut tuer Kuroboshi pour protéger Kiyo car il sait que Kuroboshi est un vampire et qu'il pourrait faire du mal à Kiyo.